# Hospital Municipal (Campdevànol)
L'Hospital Municipal de Campdevànol és una institució assistencial de Campdevànol (Ripollès). L'edifici, construït el 1917 per Joan Rubió i Bellver, forma part de l'Inventari del Patrimoni Arquitectònic de Catalunya.

## La institució
Es va crear per iniciativa de la Fundació Privada Hospital de Campdevànol, impulsada per l'alcalde Pelegrí Fossas i el rector Miquel Pla. L'edifici es va poder finançar mitjançant subscripció popular, i en la construcció van participar voluntàriament els industrials del poble ((paletes, fusters, pintors, etc.).
Des dels traspassos de competències a la Generalitat de Catalunya, l’any 1981, l'Entitat ha esdevingut l’hospital de la comarca del Ripollès i forma part de la Xarxa Hospitalària d’Utilització Pública de Catalunya (XHUP).
Fins al 1991, l’activitat de la Institució va estar orientada a l’atenció de pacients aguts i, a partir d'aquell any, es va iniciar l’atenció a pacients sociosanitaris. D’acord amb les característiques sociodemogràfiques de la població del Ripollès, aquest tipus d'atenció ha evolucionat de manera notable i, actualment, es proporciona servei en règim d’hospitalització (llarga estada i mitja estada), atenció ambulatòria diürna (hospital de dia sociosanitari) i atenció domiciliària (PADES).
L’any 1997, la Institució va encetar una nova línia d’activitat i va iniciar la gestió i l'assistència de l’Àrea Bàsica de Salut Ribes de Freser-Campdevànol.
L'any 2020 la Fundació Privada Hospital de Campdevànol va rebre la Creu de Sant Jordi en reconeixement del servei prestat durant el seu primer segle de vida.

## L'edifici
L'hospital de Campdevànol, obra de Joan Rubió i Bellver, té una façana i un vestíbul de gran interès arquitectònic i és una mostra excepcional d'arquitectura modernista a la comarca del Ripollès.
Junt amb altres edificis veïns formava un barri de grans cases amb jardí molt homogeni, malgrat l'ampliació darrerament acabada i la construcció d'un porxo d'entrada.
Se'n troben a faltar els jardins situats a la façana principal, i queda actualment molt desprotegit visualment.